# Turris
Turris is een geslacht van weekdieren uit de klasse van de Gastropoda (slakken).

## Soorten
- Turris ambages Barnard, 1958
- Turris amicta (E. A. Smith, 1877)
- Turris annulata (Reeve, 1843)
- Turris babylonia (Linnaeus, 1758)
- Turris bipartita Kilburn, Fedosov & Olivera, 2012
- Turris brevicanalis (Kuroda & Oyama, 1971)
- Turris chaldaea Kilburn, Fedosov & Olivera, 2012
- Turris clausifossata Kilburn, Fedosov & Olivera, 2012
- Turris condei Vera-Peláez, Vega-Luz & Lozano-Francisco, 2000
- Turris crispa (Lamarck, 1816)
- Turris cristata Vera-Peláez, Vega-Luz & Lozano-Francisco, 2000
- Turris cryptorrhaphe (G. B. Sowerby I, 1825)
- Turris faleiroi Kilburn, 1998
- Turris garnonsii (Reeve, 1843)
- Turris grandis (Gray, 1833)
- Turris guidopoppei Kilburn, Fedosov & Olivera, 2012
- Turris hidalgoi Vera-Peláez, Vega-Luz & Lozano-Francisco, 2000
- Turris intercancellata Kilburn, Fedosov & Olivera, 2012
- Turris intricata Powell, 1964
- Turris kantori Kilburn, Fedosov & Olivera, 2012
- Turris kathiewayae Kilburn, Fedosov & Olivera, 2012
- Turris nadaensis Azuma, 1973
- Turris nodifera (Lamarck, 1822)
- Turris normandavidsoni Olivera, 2000
- Turris omnipurpurata Vera-Peláez, Vega-Luz & Lozano-Francisco, 2000
- Turris pagasa Olivera, 2000
- Turris ruthae Kilburn, 1983
- Turris solomonensis (E. A. Smith, 1876)
- Turris spectabilis (Reeve, 1843)
- Turris tanyspira Kilburn, 1975
- Turris undosa (Lamarck, 1816)
- Turris venusta (Reeve, 1843)
- Turris yeddoensis (Jousseaume, 1883)